# Bezugsgruppe (Aktivismus)

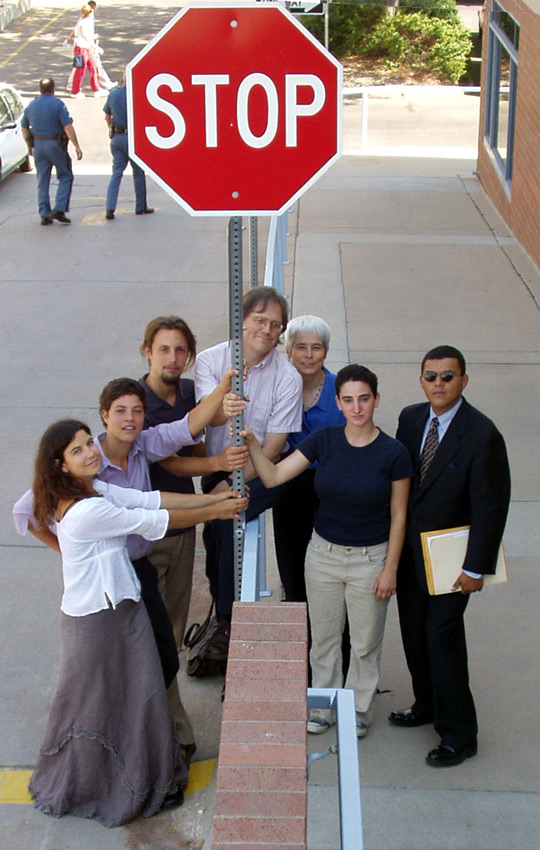
Die Antikriegs-Bezugsgruppe „Collateral Damage“. Alle sieben wurden am 4. Dezember 2002 wegen der Besetzung des Büros von Senator Allard aus Protest gegen den bevorstehenden Irakkrieg verurteilt.

Eine Bezugsgruppe, auch Autonome Gruppe oder Affinity Group, ist eine kleine Gruppe von Aktivisten, die zusammen Direkte Aktionen ausführen. Sie besteht üblicherweise aus drei bis zwanzig Personen.
Bezugsgruppen sind nichthierarchisch organisiert und arbeiten nach dem Konsensprinzip. Sie bestehen zumeist aus vertrauenswürdigen Freunden und ähnlich eingestellten Personen. Sie vertreten eine reaktive, flexible und dezentralisierte Organisierungsmethode.
Bezugsgruppen können auf einer gemeinsamen politischen Ideologie oder einer politischen Überzeugung – etwa Anarchismus – beruhen, ein Interesse für ein bestimmtes Anliegen – wie der Anti-Atomkraft-Bewegung – oder eine Aktivität, Rolle oder Fähigkeit gemein haben, zum Beispiel bei Demonstrationen als Sanitäter („Demo-Sanis“) arbeiten. Bezugsgruppen können offen oder geschlossen für neue Mitglieder sein, wobei letzteres häufiger ist.

## Geschichte

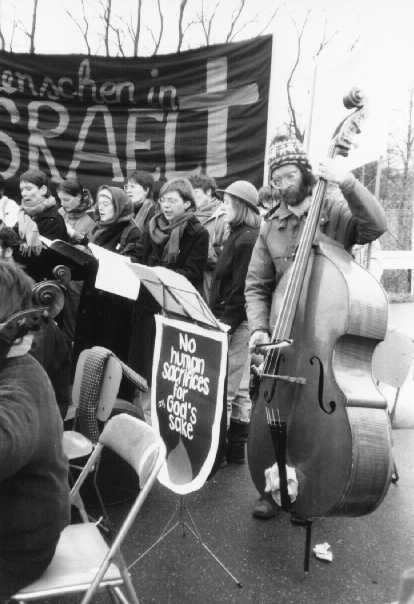
Musiker der Bezugsgruppe „Lebenslaute“ bei einer Blockadeaktion vor einer Zufahrt des US-Luftwaffenstützpunkts Frankfurt/Main (Rhein-Main Air Base) im Jahr 1991

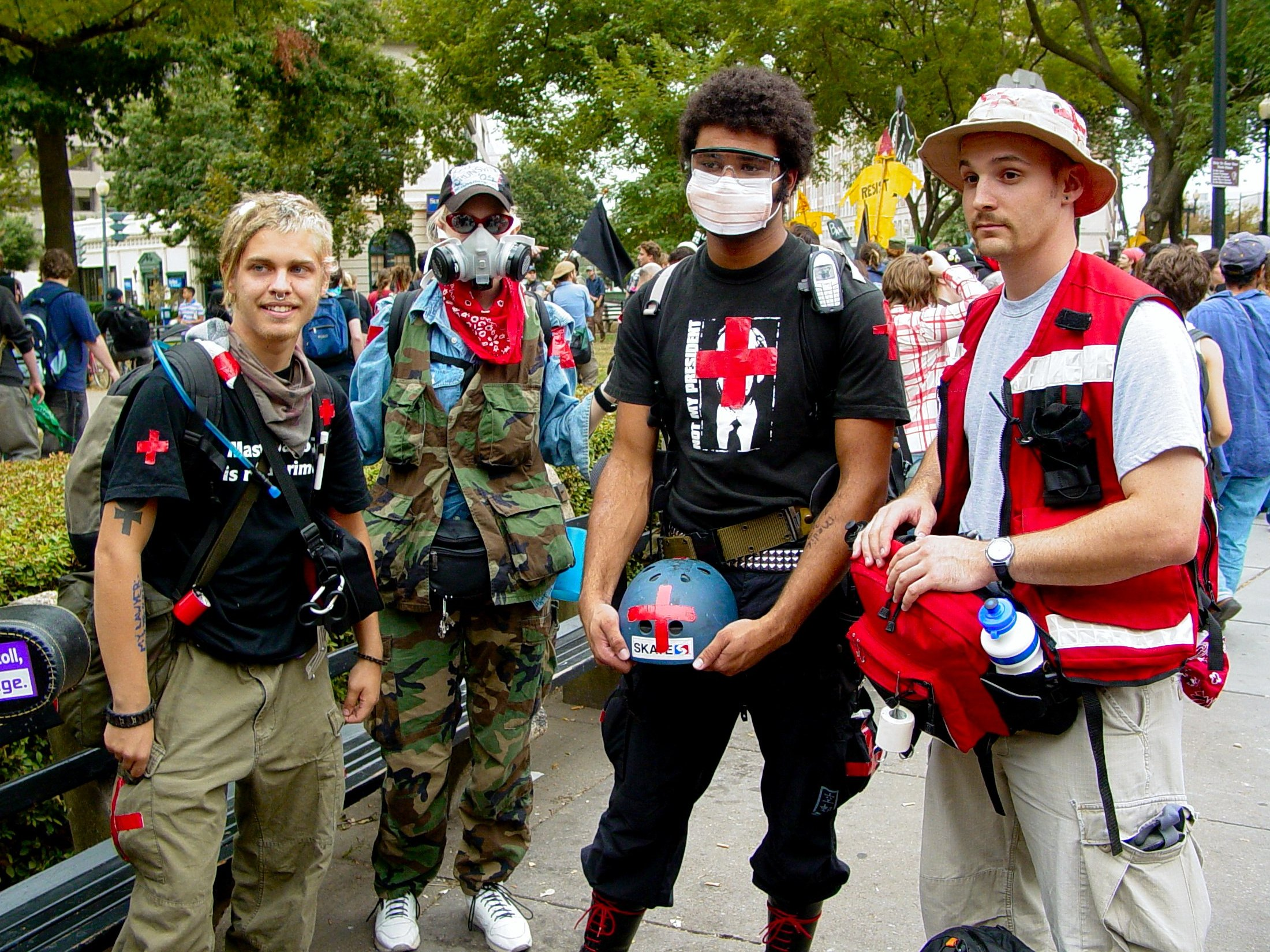
Demosanis bei den Antikriegsprotesten 2005 in Washington, D.C.

Der Ursprung der Bezugsgruppen datiert aus dem Spanien des 19. Jahrhunderts, wo sie von spanischen Anarchisten tertulias oder grupos de afinidad genannt wurden. In den USA wurde das Bezugsgruppenkonzept durch den anarchistischen Theoretiker und Philosophen Murray Bookchin Ende der 1960er Jahre bekannt, der sich mit der Federación Anarquista Ibérica beschäftigt hatte. Der Begriff Affinity Group wurde erstmals von der anarchistisch ausgerichteten Aktionsgruppe „Up Against the Wall Motherfuckers“ verwendet. Bezugsgruppen spielten später bei Gewaltfreien Aktionen der US-amerikanischen Antikriegs- und Anti-Atomkraft-Bewegung eine große Rolle. Ab Mitte der 1970er Jahre wurde die basisdemokratische Organisation in Bezugsgruppen bei Bauplatzbesetzungen der Bewegung gegen Atomkraft in den Vereinigten Staaten und in Europa genutzt: In den USA wurde das Bezugsgruppenssystem, auf Anregung zweier Quäker 1975–1977 erstmals in großem Stil im Rahmen der von der Bauplatzbesetzung in Whyl inspirierten Kampagne mehrerer eskalierender Bauplatzbesetzungen der Clamshell Alliance gegen das geplante Kernkraftwerk Seabrook angewendet: Am 30. April 1977 besetzten über 2.400 Menschen, organisiert in Hunderten von Bezugsgruppen, die vorher ein gemeinsames Training in Gewaltfreier Aktion durchgeführt hatten, den Bauplatz. Die Organisation in Bezugsgruppen ermöglichte es den Aktionsteilnehmern einerseits, über gewählte (Bezugsgruppen-)Sprecher in die Entscheidungsfindung eingebunden zu sein und sollte andererseits das Einschleusen von Provokateuren erschweren. Bis 1988 folgten zahlreiche ähnlich durchgeführte Gewaltfreie Aktionen in den USA.
1978 organisierten sich die Teilnehmer des dritten internationalen gewaltfreien antimilitaristischen Marsches in Katalonien in mehreren Bezugsgruppen als Alternative zu den bisherigen Organisations- und Entscheidungsstrukturen der vorangegangenen Märsche. 1979 entwickelte die Berliner Graswurzel-Gruppe "Klatschmohn", die vier Monate in den USA verbracht hatte, um dort mehr über gewaltfreie Aktionsmethoden und deren Prinzipien zu erfahren, zusammen mit anderen Gewaltfreien Aktionsgruppen für die Besetzung der Tiefbohrstelle 1004 im Mai 1980 in der Nähe von Gorleben im Wendland einen Aktionsplan, der sich eng an das Modell von Seabrook anlehnte. Ähnlich wie die Clamshell Alliance erstellten sie für die Bauplatzbesetzung ein Handbuch, in dem den Aktionsteilnehmern u. a. empfohlen wurde "schon vorher und auch während der Besetzung sogenannte "Bezugsgruppen" (...) mit anderen Leuten aus ihrer Herkunftsstadt zu bilden".
Später organisierten sich in der US-Friedensbewegung Aktivisten auf dem College Campus nach ihren Interessen oder Hintergründen, etwa der Religion, dem Geschlecht oder Ethnischen Gruppe.
Seit den 1980er Jahren wird diese Struktur von verschiedenen Aktivisten, u. a. von Tierrechtlern, Umweltschützern, der Anti-Kriegs-Bewegung und Globalisierungskritikern z. B. bei Sitzblockaden und anderen Protest-Aktionen angewendet. Die 1980 gegründete Föderation Gewaltfreier Aktionsgruppen machte das Bezugsgruppenssystem zur Grundlage einer bundesweiten, basisdemokratischen Organisation anarchistisch-pazifistisch orientierter Gruppen und Einzelpersonen.
Der Abbruch der WTO-Konferenz 1999 in Seattle wurde zum Teil durch koordinierte Aktion mehrerer „Schwärme“ von Bezugsgruppen erzielt.

## Organisation

### Nach außen
Bezugsgruppen sind von ihrer Definition her autonom. Koordinierte Bemühungen und Kooperationen mehrerer Bezugsgruppen wird häufig durch eine lose Form der Konföderation erreicht.
- Ein Cluster ist die Basisorganisierung unter Bezugsgruppen. Ein Cluster bildet sich aus mehreren Bezugsgruppen und ist nicht-hierarchisch organisiert. Es kann permanent sein, ist aber häufiger eine nur für eine bestimmte Aufgabe oder Aktion zusammengeführte Ad-hoc-Gruppierung. Hierbei kann sich für eine bestimmte Aufgabe, etwa die Blockade einer Straße, aufgrund einer gemeinsamen Ideologie, Religion, Herkunft oder Sprache zusammengefunden werden.[16][17]
- Der Sprecherrat, im deutschen zumeist einfach als „Deliplenum“ (Delegierten-Plenum) bezeichnet, ist eine Anhäufung von Bezugsgruppen und Clusters. Jede Bezugsgruppe und jedes Cluster nominiert einen Repräsentanten, der am Sprecherrat teilnimmt. Deliplenen (englisch: Spokescouncil) finden sich zumeist nur zeitweise zusammen, um eine Aufgabe oder eine Maßnahme auszuführen.[18]

### Nach innen
Bezugsgruppen sind im Allgemeinen lose strukturiert, verfügen aber teilweise über formale Rollen, wobei in einer Gruppe alle, einige oder keine vorhanden sein können. Sie können temporär oder dauerhaft auftreten, unter den Mitgliedern rotieren oder an eine Person gebunden sein.
- Ein Sprecher, auch Deli (von Delegierter, englisch Spoke) ist ein Individuum, das die Aufgabe hat, die Bezugsgruppe beim Deliplenum und Clustertreffen zu repräsentieren. Er trägt die Anträge und Bedürfnisse der Bezugsgruppe dem Sprecherrat vor und bringt die dort getroffenen Entscheidungen zurück in die Gruppe. Teilweise wird ihm eine Art Botschafterrolle von der Bezugsgruppe zugestanden.
- Ein Medienkontakt ist Ansprechpartner der Massenmedien und die Person, die für diese die Gruppe repräsentiert. Häufig dieselbe Person, die den Sprecherrat besucht.
- Ein Unterstützer, der nicht an einer Massenaktion teilnimmt, sondern die Gruppe versorgt, den Kontakt zu anderen Bezugsgruppen hält und Ansprechperson bei Verhaftungen ist.
- Ein Moderator, der während des Konsensfindungsprozesses moderiert und teilweise für die Schlichtung interner Konflikte zuständig ist.
- Ein Vibe watch (deutsch Stimmungs-Beobachter) ist eine Person, die die Stimmung und Gefühlslage der Gruppe beobachtet. Die Bezeichnung wird von Vibration abgeleitet, das im Englischen und zeitgenössischen Deutschen eine Bezeichnung für eine allgemeine emotionale Grundstimmung verwendet wird. In einigen Bezugsgruppen sorgt der Vibe Watch ebenfalls dafür, dass der Moderator seine Rolle nicht nutzt, um einen Vorschlag oder eine bestimmte Ansicht zu fördern.
- Ein Snap-decision facilitator, auch „quick decision facilitator“ (deutsch: Schnellentscheidungsmoderator) trifft in Situationen mit wenig Zeit oder hohem äußeren Druck schnelle Entscheidungen für die ganze Gruppe. Diese Stelle ist selten und meist zeitlich begrenzt.

Einzelnen Individuen wird geraten, sich mit einem direkten Partner zu verbinden und sogenannte Buddies zu bilden, um schnelle Reaktionen bei Aktionen wie Swarmings, Zivilem Ungehorsam oder spontanem Verlassen der Aktion zu ermöglichen. Mitglieder eines Tandems bei zwei oder Tridems bei drei Personen bleiben unter allen Umständen beisammen. Sie können sich für den Fall einer Verhaftung Kontaktdaten notieren, um Unterstützer zu informieren.